# Belmont-d'Azergues
Belmont-d'Azergues é uma comuna francesa na região administrativa de Auvérnia-Ródano-Alpes, no departamento de Ródano. Estende-se por uma área de 1,51 km². Em 2010 a comuna tinha 679 habitantes (densidade: 449,7 hab./km²).